# Studenec (Semilyi járás)
Studenec település Csehországban, Semilyi járásban. Studenec Bukovina u Čisté, Martinice v Krkonoších, Horka u Staré Paky, Čistá u Horek, Levínská Olešnice, Roztoky u Jilemnice, Horní Branná, Dolní Branná és Horní Kalná településekkel határos. Lakosainak száma 1844 fő (2024. január 1.).

## Népesség
A település lakosságának változását az alábbi diagram mutatja:
| Lakosok száma | 3667 | 3411 | 2768 | 1899 | 1712 | 1843 | 1897 | 1923 | 1854 | 1844 |
|               | 1869 | 1900 | 1921 | 1961 | 1991 | 2011 | 2016 | 2019 | 2021 | 2024 |